# Chen Xia (Fußballspielerin, 1969)
Chen Xia (* 26. November 1969) ist eine ehemalige chinesische Fußballspielerin.

## Karriere

### Klub
Sie war in ihrer Heimat für das Team Guangdong aktiv.

### Nationalmannschaft
Mit der chinesischen A-Nationalmannschaft nahm sie an der Weltmeisterschaft 1991 teil, es ist jedoch kein Einsatz von ihr hier bekannt. Ein Jahr zuvor war sie zudem Teil der Mannschaft bei den Asienspielen 1990, wo sie mit ihrer Mannschaft die Gold-Medaille gewann.